# القصابین
القصابین یک منطقهٔ مسکونی در سوریه است که در عین شقاق واقع شده‌است.

## خصوصیات
القصابین ۷۸۰ نفر جمعیت دارد.